# Max Neubauer
Max Neubauer (* 10. November 1878 in Pößneck; † 9. Februar 1949 ebenda) war ein deutscher Politiker (SPD).

## Leben und Wirken
Neubauer war von 1915 bis 1928 als Angestellter beim Konsumverein in Pößneck beschäftigt. Während der Zeit des Deutschen Kaiserreiches trat er in die Sozialdemokratische Partei Deutschlands (SPD) ein. Von 1916 bis 1918 war er Landtagsabgeordneter im Landtag vom Herzogtum Sachsen-Meiningen und von 1919 bis 1920 Landtagsabgeordneter im Freistaat Sachsen-Meiningen.